# Svend Westergaard
 Der er flere personer med dette navn, se Svend Westergaard (fabrikant).
Svend Westergaard (8. oktober 1922 i København – 22. juni 1988) var en dansk komponist og musikpædagog.
Han var søn af fabrikant Svend Westergaard. Han var oprindelig handelsuddannet, men uddannede sig til organist og musikpædagog på Det Kgl. Danske Musikkonservatorium, hvor han i 1951 blev lærer. I 1965 blev han udnævnt til professor og i årene 1967-71 var han konservatoriets rektor. Hans harmonilære, der udkom i 1961, var i mange år et standardværk for undervisning i musikteori.
Flere af hans værker er tilgængelige på CD. 

## Værker (udvalg)
- 1949 Blæserkvintet nr 2 opus 15
- 1957 L'homme armè for 16 instrumenter opus 22
- 1959 Capriccio for soloviolin og strygere
- 1961 Cellokoncert opus 26
- 1964 Pezzo concertante per orchestra
- 1966 Strygekvartet opus 28
- 1979 Sonate for cello solo opus 33

## Links
- Dacapo Records